# 2019冠状病毒病英国疫情
2019冠状病毒病英国疫情，是由2019冠状病毒疾病在联合王国的流行所引发的区域性疫情，是嚴重急性呼吸系統綜合症冠狀病毒2型自2019年起持续至今的全球性大流行的一部分。截至2022年11月3日，英国全国感染该病毒超过2390万人次，是全欧洲最多，全世界第四多总感染人次的国家。截至2022年11月3日，共有超过20万人感染该病毒后因各种原因死亡，是全欧洲第二多（仅次于俄罗斯）。

## 简介
截至2022年2月，英国的冠状病毒疫情共可分为三个阶段：

### 第一波疫情（2020年上半年）
第一波疫情持续至2020年夏季，期间该病毒的原有野生种对英国的各个领域造成了严重影响。在出行限制方面，英国政府引入了“居家令（Stay-at-home order）”、社交距离、自我隔离（self-isolation）、入境限制等措施，并于2020年3月至5月在各个构成国展开了首次全英范围的封锁措施（National lockdown），并在全国强制封锁令在各构成国解除后逐步解除或放宽了各项出行限制措施。

### 第二波疫情（2020年秋—2021年春）
2020年秋季，在英国肯特郡发现了感染力加强的新型阿尔法变异株，此变种病毒于2020年年底开始于英国境内乃至全世界快速传播，加剧了同一时间开始的英国本土的第二波疫情，该轮疫情于2021年1月到达顶峰。英国的冠状病毒疫苗接种计划于2020年12月开始，伴随着迅速的疫苗接种，英国政府开始放宽限制性的管控措施。
期间，苏格兰于9月22日首先实施了第二次全苏格兰封锁措施。北爱尔兰、威尔士、英格兰分别于10月14日，23日和31日实施各自的第二次全国封锁措施。各个构成国在圣诞节假期期间又分别实行了第三次全国封锁措施。

### 第三波疫情（2021年夏至今）
2021年7月，首次于印度共和國境内发现的新型德尔塔变种传播至英国，引发了持续至今的第三波疫情。随着英国政府自2021年7月19日起，解除除居家隔离外的一切强制性管控措施，直到2021年12月，新的奥密克戎变种从南非传入英国，同时造成突破记录的新增病例数。期间，英国政府曾短暂重新引入了室内口罩佩戴令等的防疫措施。
截至2022年1月4日，英国全国感染该病毒超过1364万人次，其中新增感染数218724例，是英国至今的最高单日新增病例。由于英国在2021年下半年随着疫苗接种已经达成了基本的群体免疫，与前两次流行相比，由感染力更强而症状相对轻微的德尔塔毒株与奥密克戎主导的第三波疫情并未对英国社会造成太大影响。
2022年2月21日，英格兰境内解除包括居家隔离在内的防疫措施。
接觸病毒後死亡年齡中位數83歲。根據英格蘭公共衛生署6月份報告，Delta變種病例死亡率累計0.2%（無疫苗者0.13%），而舊有Alpha變種則1.9%。

## 时间线

### 2020年

#### 1月
2020年1月，希思羅機場加强了对每周从武汉接收的三班直达航班的监控；每一个人都将要接受海关卫生小组检查。此外，英国所有机场都将为身体不适的旅客提供书面指南（有英语，普通话和广东话版本）。  
英国政府一直在追踪从武汉起飞的航班，多达2,000人。 对于政府是应该协助从中国受影响最大的地区遣返英国护照持有人，还是完全限制从受影响地区来的旅行，存在争议。  1月31日，从武汉撤离的飞机降落在英国皇家空军布萊茲諾頓皇家空軍基地（Brize Norton），这些乘客均没有任何症状，被送往位于威勒爾市（Wirral）亞羅公園醫院的一个员工住宅区进行隔离。 武汉的一些英国国民被告知他们可以被疏散，但其具有中国大陆护照的配偶和/或子女则不能。 此事后来被推翻，这意味着有些人错过了撤侨航班。 
1月31日，在英格兰确诊了头两个病例，两人属于同一个中国家庭，当时住在約克的一家旅馆里，他们被带到泰恩河畔纽卡斯尔的专门隔离设施。 

#### 2月
2月6日，在布莱顿报道了第三起确诊案例，一名最近去过新加坡的男子。 他在上萨瓦省逗留期间，感染了六个亲戚，他们在法国住院。 2月10日确认了另外4例病例，与2月6日报告的病例在流行病学上相关。  
截至2月11日，英国BBC报道了英国两例确诊病例为全科医生 。 
2月12日，在伦敦确诊了第九起病例。 
2月14日，英国政府发布了以下指南： 
任何可能病例的接触者都需要隔离或隔离。在实际操作中，对于乘坐过飞机的乘客，这将包括所有坐在前后两排的乘客。
2月23日，英国國民保健署宣布确认了4例新病例，总数增加到13例。他们曾是钻石公主号的乘客。两人被转移到谢菲尔德的皇家哈兰郡医院 ，一人被转移到利物浦大学皇家医院 ，另一人被转移到泰恩河畔纽卡斯尔的维多利亚皇家医务室 。 
2月26日，伦敦有约300名工作人员被要求在家中工作。同时，一名疑似患者正在等待该病毒的检测结果后，英国公共卫生（PHE）宣布将通过扩大在英国的检测范围以加强监控，包括来自100 GP surgeries和8所医院中出现了类似流感的症状的人、皇家布兰普顿和哈里菲尔德信托基金、 盖伊和圣托马斯信托基金和皇家帕普沃斯医院，以及布赖顿和苏塞克斯，诺丁汉，南曼彻斯特，谢菲尔德，莱斯特的医院。 
2月27日，北爱尔兰確診首例，为一名从意大利北部疫情暴发地区迁出的妇女，她也曾在都柏林停留。  使英国已确诊的病例总数增至16例。
2月28日，威尔士確診其首例冠状病毒病例，另外三人在英格兰测试呈阳性，使英国的病例总数达到20。其中，英格兰的一个病例为萨里郡居民，是英国境内首例冠状病毒传播病例，目前正在进行流行病学调查，他目前在 Guy's and St Thomas'接受治疗。  

#### 3月
在1日，四个构成国均出现確診病例。當晚蘇格蘭確診首例病例，患者最近曾赴義大利北部，確診後已住院隔離治療。使英國累計確診病例增至36。
4日，英国通报新增34例确诊病例，累计确诊病例达85例。同日，直布罗陀确诊首个病例，患者曾到访意大利北部。
5日，英国通报新增30例确诊病例，累计确诊病例达115例。1名70多歲的女性，但沒有透露更多詳細資料，最近一直進出雷丁（Reading）的皇家伯克希爾醫院（The Royal Berkshire NHS Trust），在當地時間5日不治成為英國首例死亡病例。
9日，根西島確診首病例；10日和11日又於鄰近的澤西島確診首兩病例。
11日，卫生部次官娜汀·多里斯确诊感染新冠病毒，是英国第一位确诊的国会议员。她表示自己已经居家隔离。

12日，在伦敦，首相约翰逊与英格兰首席医疗官克里斯·惠蒂抵达新闻发布会现场。综合英国卫生当局12日发布的数据，英国累计新冠肺炎确诊病例增至590例，与前一天相比新增130例。政府当天还宣布，该国疫情应对措施从“遏制”阶段进入“延缓”阶段，进一步提升力度。
13日，開曼群島出現首宗病例。
3月25日，英国王室成员查尔斯王子被曝出核酸检测呈阳性。据报他症狀轻微，已和妻子卡米拉（測試結果為陰性）在巴爾莫勒爾城堡隔离。在自我隔离7日后痊愈。
3月27日，英國首相約翰遜在Twitter拍攝影片表示，他在過去24小時出現輕微症狀，然後病毒檢測結果呈陽性。他稱，自己目前正自我隔離，但會繼續透過視像會議領導政府的抗疫工作。英国卫生大臣马修·汉考克的病毒检测结果亦呈阳性。

#### 4月
約翰遜首相4月6日入住加护病房；4月9日转至普通病房；4月12日痊愈出院。
截至4月12日，英国已确诊84279例COVID-19病例，已有10612例确诊感染的人死亡。

#### 12月
英国近60个不同的地区发现新变异的新冠病毒毒株VOC-202012/01。
12月20日，英國新增3萬5928人確診，是有紀錄以來最高單日確診人數，也是上週同期的將近2倍，且新變種病毒株傳染力增加70%。全球數十個國家紛紛宣布暫時禁止英國客機入境，包括愛爾蘭、德國、法國、義大利、荷蘭與比利時。英法海底隧道也暫時關閉（數日後恢復）。英國的變異病毒還傳播至澳大利亞、意大利等多國。

### 2021年

#### 4月
2021年4月11日，英國疫情大幅緩和，由於疫苗接種進展良好，全國已有超過一半的成年人接種最少一劑疫苗，3月19日一周的死亡人數比2021年1月的高峰期下降達92%，倫敦大學使用電腦模擬顯示英國可以在4月12日達到全國人口群體免疫的門檻，英國政府將會逐步放寬防疫措施。

#### 5月
英國政府因應疫情緩和，宣布逐步放寬封鎖措施，但同時警告英國國內發現的印度變種病毒株個案有上升趨勢，可能需要收緊相關防疫措施，以防止疫情再次失控。

### 2022年

#### 2月
2022年2月20日，英國君主伊莉莎白二世女王經檢測遭確診新冠肺炎COVID-19陽性。

## 反应
2020年2月24日，Central London Community Healthcare NHS Trust在帕森斯绿色健康中心建立了一个 COVID-19 drive-through 筛查中心。 
2月28日，洛锡安 NHS（NHS Lothian）在爱丁堡的西部总医院建立了一个 COVID-19 drive-through 筛查中心。 
英國本土航空業受到疫情影響，英國航空、維珍航空等航空公司要求員工放無薪假，3月5日廉航公司弗萊比航空宣佈破產。
3月12日，英國政府在內閣緊急會議之後宣佈防疫工作從「防堵」進入第二階段「拖延」。同日，英國女王伊丽莎白二世離開白金漢宮，前往郊外的溫莎城堡。
3月13日，英國政府宣佈受到疫情影響，決定延後5月的市長、市議員等地區選舉。
3月16日，倫敦西区所有剧院关闭暂停演出。
3月16日，英國首相府決定有關疫情新聞會改為每日發佈。
3月17日，英國政府公佈財政紓困措施以應付疫情下的經濟問題，經濟有困難人士將有為期三個月的緩交房貸期；政府將向各行業商戶提供價值3300億英鎊的貸款紓解新冠病毒疫情帶來的虧損。
3月18日，英國宣佈停課，復課留待通知。英國教育大臣加文·威廉姆森宣佈所有考試取消。
3月19日，每日邮报报导，英国军方将派出多达2万名待命部队，部署到英国的街道、医院和其他关键地点，帮助应对疫情。
3月20日，英国首相约翰逊下令无限期关闭全英国的酒吧、餐厅、剧院、电影院、体育馆等公共场所。英國財相蘇納克宣佈政府將為因病毒疫情無法工作的僱員支付八成的工資，每月最多可達2500英鎊。
3月23日起，英国开始进入为期三周的全国封城防疫状态。後宣佈延長至5月7日。
4月1日，原定于11月在英国格拉斯哥市举行的2020年度联合国气候变化大会推迟至2021年举行。
4月16日，英國宣布延長封鎖禁令至少三周。
5月8日，英国威尔士、愛爾蘭和蘇格蘭地方政府将居家令等社交隔离政策延长至5月28日。但从11日开始，威尔士地区居民每天户外运动的次数不再受限。
6月1日起，英格兰的部分年級小學生重新开学，精英賽事可閉門舉辦。
6月15日起，英格兰地区民众乘坐公共交通工具时必须用口罩之类用品遮挡面部。
6月19日，英國将新冠疫情警戒级别从4级降低至3级。
由于莱斯特确诊病例数上升明显，英國政府决定从6月30日开始暂停当地非必需零售业店铺经营，当地学校大部分学生也会停课。
7月4日，英格兰地区的餐馆、酒吧、理发店和电影院等场所開始陆续开放。
9月18日，英國當局對英格兰东北部实施封锁。9月22日，英國首相鮑里斯·宣布新的防疫限制措施，以控制加速蔓延的第二波疫情。
11月5日到12月2日，英國再次实施一个月的全面封锁措施
12月8日，英國正式開始該國的2019冠狀病毒病疫苗接種計劃，是全球首個啟動的同類接種計劃。
12月19日，英国政府宣布重新封锁伦敦和英国东南部一些地区。
2021年7月19日零时起，英国政府取消英格兰地区的绝大多数防疫限制措施。
2021年11月4日，英国的药品监管机构批准全世界第一个抗新冠口服药。
2022年2月21日，英國開始实施与新冠共存计划。英国首相鲍里斯·约翰逊宣布自2月24日开始分阶段解除英格兰地区所有疫情防控措施，並且新冠检测呈阳性的患者无需自我隔离，完成接种疫苗的入境人员不再需要做核酸检测。同時口罩令也被取消。入境遊客搭機前不用再出具新冠肺炎篩檢報告的規定，只需疫苗接種證明即可搭乘飛機。从4月1日起，政府将不再为公众提供免费的快速检测。另外從3月18日英國時間凌晨4點起，英國取消所有COVID-19入境限制規定，入境英國的外國旅客不再需要檢測病毒。

## 影響
2020年6月12日，根據公佈的數據，4月份英国经济环比萎缩20.4%，同比萎缩24.5%。工业产值环比下降20.3%，其中制造业产值下降近四分之一。服务业产值环比下降19%。
2020年全年，英国的GDP萎缩9.9%，創下自1709年以来最大跌幅。

## 相關爭議

### 信息公開問題
3月4日，英國確診人數增加36人至87人，是此前最大增幅，英國衛生部（DHSC）以確診病例龐大爲由停止每日公布新增患者的詳細信息，僅於每周五總結時披露相關信息。遭到批評隱瞞信息。
3月12日前不久英國政府開始公佈患者感染的具體地點，前英格兰西北部地区公共卫生主任约翰·阿什顿認爲政府可以公佈更詳細的資料，如學習香港公佈具體到患者在那個建築，感染途徑和外出記錄。约翰·阿什顿也指出政府對疫情的宣佈也不足，必須讓公众充分了解情况，「他们不向人民开诚布公，实际上是在制造恐慌。」

### 疫情對策相關問題
2月28日，彭博新聞報道從英國議員尼基·艾肯中得知，如果疫情嚴重擴散，有緊急計劃在海德公園設立臨時停尸間，不過隨後又表示沒有這個計畫。
3月12日，英國政府在內閣緊急會議之後宣佈防疫工作從「防堵」進入第二階段「拖延」。首相鮑里斯·約翰遜在記者會上說“坦白地说，更多家庭将有亲人死亡。”引起輿論譁然，部分人批評政府不作爲。英國當局公佈防疫措施不包括學校停課，英國聯署網站有60多萬民衆要求政府停課。
3月13日，英国政府的首席科学顾问帕特里克·瓦兰斯在接受BBC采访时表示，如果採取严厉措施来抑制病毒，疫情會出現反弹，所以英国的抗疫目标應是让整体社会产生群体免疫，而不是完全抑制疫情。「群體免疫」被批評者認為是拿公衆做實驗。3月14日，英國免疫學學會發表公開信，對政府的群體免疫策略提出質疑，目前對嚴重急性呼吸系統綜合症冠狀病毒2型還缺乏研究，應該采取社區隔離以限制病例的數量。截至3月16日，英國本地501名和40名國際科學家及大學教授聯署發表公開信，認爲政府的群體免疫策略不可行，應該采取社區隔離，甚至更强的措施以控制疫情。英國聯署網站有28萬民衆要求政府學習意大利的封鎖隔離措施。
3月16日，英國政府出台新的抗疫措施，首相鮑里斯·約翰遜表示民衆應當減少不必要外游和與人接觸，并且將根據倫敦帝國學院和倫敦衛生與熱帶醫學院建立的預測模型展開工作。《刺針》總編輯李查·荷頓在Twitter和《衛報》上表示他們早在1月24日就有發表關於2019冠状病毒病的論文，這個疫情危機本來是可以預防的，而政府浪費了七周的時間，質疑政府爲何之前一直沒有行動。
英国政府实施封城令期间，英國首相高級顧問多米尼克·卡明斯在出现感染新冠病毒症状后离开首都伦敦，前往400公里外的父母家。反對黨要求英國首相鲍里斯·约翰逊將高級顧問多米尼克·卡明斯解職。5月23日，鲍里斯·约翰逊拒绝解职高级顾问多米尼克·卡明斯。

### 防疫裝備相關爭議
3月17日，《每日郵報》報道國民保健署派發給社區診所的口罩，有效期是至2016年，并且使用2021年到期的標簽覆蓋。國民保健署對此回應，這批過期口罩已經經過嚴格測試，沒有問題。英國獨立電視台反應急症室的醫護缺乏個人防護裝備(PPE)，亦有前綫醫護向《衛報》反應，從周末開始英格蘭各大醫院收到政府降級防疫裝備的建議，和「請按照『季節性流感』防疫就好」的指示，認爲政府在送他們去死，對政府和領導失去信心。

### 汉考克丑闻
2021年6月，时任英国卫生大臣马特·汉考克因在上班时被监视摄像头拍到与女助手搂抱接吻，违反社交距离令引发丑闻。6月26日，汉考克向首相约翰逊辞职。

### “派对门”事件
2022年1月，英国教育部、交通部、保守党总部被曝出举办聚集性活动，導致英國首相约翰逊支持率下跌。1月12日，约翰逊首次为自己在2020年5月第一次疫情封锁期间参加派对道歉，但他拒绝因违反防疫规定而辞职。1月25日，英国伦敦警察局宣布对首相约翰逊违反新冠肺炎疫情防疫措施参加的一系列活动展开调查。此外，英国内阁办公厅资深公务员休·格雷同時主持针对涉嫌违规活动的内部调查。1月31日，英国内阁办公室公布首相府新冠疫情举办聚会的专项调查初步结果，认为约翰逊政府在疫情封城期间多次举办聚会严重违反防疫规定。约翰逊道歉但拒绝辞职。2月3日、2月4日，英国首相府有5名幕僚辞职。2月11日，约翰逊收到伦敦警察局的调查问卷。3月29日，倫敦警方对多名涉案官员开具了20张罚单。4月19日，首相鲍里斯·约翰逊再度就“聚会门”一事向议会道歉。鲍里斯·约翰逊以及政府工作人员因在新冠疫情期间违反防疫规定聚会已被警方开出至少50张罚单。
截至2022年5月19日，倫敦警察廳宣布结束对聚会门事件的调查，警方共发出126份罚单，英国首相夫妇及财政大臣都在处罚对象名单中。5月23日，媒体再度曝光一组2020年11月期间的照片。当时首相府举办离职派对，而约翰逊拿着半杯酒发言并举杯祝酒。5月25日，英国政府网站公布了高级公务员当天提交的聚会门调查报告。报告表示，聚会门事件中有政府领导人参加，這違反了当时的防疫指导方针，即每個人與家人以外人员举行大型聚会是不被允許的，此类事件本不应发生。

## 统计
Template:2019冠狀病毒病病例數/英国